# Ahmet Ertegün
Ahmet Zahrettin Sebuh Ertegün (Estambul, 31 de julio de 1923-Nueva York, 14 de diciembre de 2006) fue un empresario y productor musical turco afincado en Estados Unidos. Es conocido por ser cofundador y presidente de la compañía discográfica británica Atlantic Records, desde la que impulsó la carrera musical de artistas como Ray Charles, Led Zeppelin, Phil Collins y Crosby, Stills, Nash & Young. Ertegün fue además presidente durante veinte años de la American Turkish Society, impulsó la creación del Salón de la Fama del Rock and Roll y fundó, junto a su hermano Nesuhi Ertegün, el equipo de fútbol New York Cosmos.

## Biografía

### Infancia y juventud
Nacido en Estambul en 1923, en el seno de una familia aristocrática turca, en 1935 se trasladó a Washington D.C donde su padre ejercía de diplomático en la embajada turca en Estados Unidos. Ahmet conoció la música jazz con apenas nueve años, gracias a su hermano mayor Nesuhi, durante una estancia en Londres cuando lo llevó a un concierto de Duke Ellington y Cab Calloway. En Washington comenzó a apasionarse por la música negra, el jazz y el soul. A pesar de recibir una educación elitista, el joven Ertegün siempre se sintió identificado con la cultura negra, a este respecto declaró que "empecé a descubrir un poco acerca de la situación de los negros en Estados Unidos y la empatía fue inmediata con las víctimas de este tipo de discriminación sin sentido, ya que, aunque los turcos no habían sido esclavos, sí que eran considerados como enemigos dentro de Europa debido a sus creencias musulmanas."
Tras el fallecimiento de su padre en 1946, la familia Ertegün regresó a Turquía, excepto Ahmet y su hermano Nesuhi que decidieron permanecer en Estados Unidos. Nesuhi se instaló en Los Ángeles, mientras que Ahmet se quedó en Washington decidido a probar suerte en la industria discográfica.

### Atlantic Records
Creó el sello Atlantic Records en 1947 junto a su amigo Herb Abramson, un estudiante de odontología que ejercía de cazatalentos en la división A&R de la discográfica National Records, como un espacio para la producción de música afroamericana, en especial de soul y jazz, géneros que se encontraban marginados de las grandes líneas comerciales. 
En 1949, y tras 22 lanzamientos de escasa trascendencia, la compañía consigue su primer éxito con el sencillo "Drinkin' Wine Spo-Dee-O-Dee" de Stick McGhee. Durante los años 50, con la incorporación del periodista Jerry Wexler, y algo más tarde de Nesuhi Ertegün, Atlantic Records consigue despegar, produciendo éxitos para artistas como Ruth Brown, Big Joe Turner, The Clovers, The Drifters, The Coasters y Ray Charles, hasta llegar a convertirse en una de las más importantes compañías discográficas de Estados Unidos. Ahmet Ertegün experimentó también la faceta de compositor. Firmando bajo el seudónimo de "A. Nugetre", escribió canciones de éxito para artistas como Big Joe Turner, B.B. King, Aretha Franklin, Ben E. King o Pat Boone. 
A principios de los años 60, Atlantic Records dio un giro hacia la música Soul, produciendo estrellas como Solomon Burke, Otis Redding, Sam and Dave, Percy Sledge, Aretha Franklin y Wilson Pickett. A medida que avanzaba la década, la compañía apostó por el rock, impulsando bandas como Crosby, Stills, Nash & Young, The Rolling Stones, Led Zeppelin, Phil Collins y AC/DC. En 1967, Atlantic fue vendida a Warner Music, sin embargo Ahmet Ertegün continuó ligado al mundo de la música como productor. También siguió colaborando con la compañía, llevando personalmente las negociaciones para fichar para Atlantic a los Rolling Stones.

### Últimos años
A principios de los años 70, los hermanos Ertegün fundaron el equipo de fútbol New York Cosmos, fichando a estrellas como Pelé, Carlos Alberto y Franz Beckenbauer. En 1983 Ahmet Ertegün impulsó, junto a los abogados Suzan Evans y Allen Grubman, el editor de la revista Rolling Stone, Jann S. Wenner y los empresarios de la industria musical Seymour Stein, Bob Krasnow y Noreen Woods, la creación del Salón de la Fama del Rock and Roll. Un museo dedicado al recuerdo de los profesionales de la música cuya sede se fijó en Cleveland (Ohio) y del que el propio Ertegün entró a formar parte  como empresario y productor homenajeado en 1987. En 1991 fue investido doctor honoris causa por el Berklee College of Music. En 1993 recibió un Premio Grammy Trustees por toda su carrera discográfica. En 1995 durante la cena de inclusión del Salón de la Fama de Rock and Roll, se anunció que la principal sala de exposiciones del museo llevaría el nombre de Ahmet Ertegün.
La Biblioteca del Congreso de Estados Unidos honró a Ahmet Ertegün con el título de "Leyenda Viva" en el año 2000. Junto a su hermano Nesuhi, fue incluido en el Salón de la Fama de la National Soccer en 2003.
El 29 de octubre de 2006, Ertegün acudió a un concierto de los Rolling Stones y sufrió una aparatosa caída cuando se dirigía a los camerinos a saludar a la banda. Como consecuencia del golpe en la cabeza, el veterano empresario y productor musical entró en coma, falleciendo el día 14 de diciembre a los 83 años de edad.

## Reconocimientos y homenajes

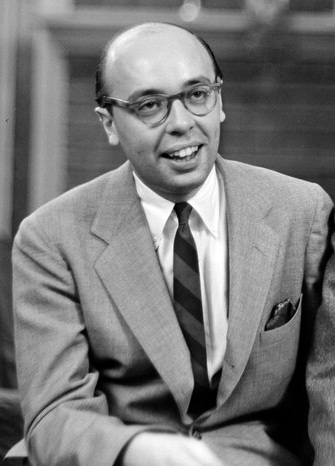
Ahmet Ertegün fue una figura influyente en la industria musical, y la descripción menciona varios homenajes y tributos en su memoria, incluyendo conciertos y dedicatorias.

El 17 de abril de 2007 se celebró en Nueva York un servicio conmemorativo en memoria de Ahmet Ertegün que contó con las actuaciones musicales de Wynton Marsalis, Eric Clapton, Dr. John, Solomon Burke, Ben E. King, Stevie Nicks, Crosby, Stills, Nash & Young y Phil Collins. El 31 de julio, fecha de su nacimiento, recibió un homenaje en el Grauman's Egyptian Theatre de Los Ángeles que contó con la presencia de Solomon Burke, Jerry Leiber & Mike Stoller, Keith Emerson, Spencer Davis y Cat Stevens.
La película documental sobre los Rolling Stones, "Shine a Light" de Martin Scorsese contiene una dedicatoria a la memoria de Ahmet Ertegün, al igual que el álbum de Andrea Corr, Ten Feet High de 2007.
El 10 de diciembre de 2007 se celebró en el O2 Arena de Londres un concierto tributo a Ahmet Ertegün. El concierto lo abrió una banda formada para la ocasión por Keith Emerson, Chris Squire, Alan White (baterista de Yes) y Simon Kirke con la sección de vientos de Bill Wyman's Rhythm Kings, que interpretaron varios temas antes de dar paso a Led Zeppelin que se reunieron por primera vez en 27 años para dar un concierto completo. Los beneficios del evento fueron donados a la Fundación Ahmet Ertegün.